# ニシャン・サマン伝
ニシャン・サマン伝  （満洲語：ᠨᡳᡧᠠᠨ
ᠰᠠᠮᠠᠨ ᡳ
ᠪᡳᠳᡥᡝ、転写：nišan saman i bithe） は、満洲族の女サマンを主人公とする説話文学である。

## あらすじ
明代、ロロ（ᠯᠣᠯᠣ、lolo）という村にバルドゥ・バヤン（ᠪᠠᠯᡩᡠ
ᠪᠠᠶᠠᠨ、baldu bayan）という金持がいた。夫婦には一人息子がいたが、15歳の時山に狩に行って病死した。悲しんだ夫婦は、善行を積み神に祈願したため、50歳の時に男子を得た。男子にセルグダイ・フィヤング（ᠰᡝᡵᡤᡠᡩᠠᡳ
ᡶᡳᠶᠠᠩᡤᡡ、sergudai fiyanggū）という名を付け、大切に育てたが、彼もまた15歳の時山に狩に行って病死した。両親が悲しんで盛大な葬儀を行なっている時、老人が門口に現れ、ニシハイ川（ᠨᡳᠰᡳᡥᠠᡳ
ᠪᡳᡵᠠ、nisihai bira）の川岸に住むタワン（tawan）という女サマンが死人を生き返らせる霊力を持っていると告げた。父親バルドゥ・バヤンはニシハイの川岸に向かい、ニシャン・サマンを探し当てて、息子の蘇生を懇願した。ニシャン・サマンは最初躊躇ったが、やがて承諾し、バルドゥ・バヤンの家に来て祈祷を行なった。祈祷の中で、ニシャン・サマンは昏倒して黄泉の国に到り、旅路の果てにセルグダイ・フィヤンゴを見つけて連れもどった。

## 価値
ニシャン・サマン伝は古くから満洲族・シベ族・ダウール族・オロチョン族・エヴェンキ・ナナイ（ホジェン族）などのツングース系民族の間に広く語り伝えられた口承文学である。満洲語で書かれた極めて稀な独自の文学で、ツングース民族の風習、シャーマンの有様、また装具や信仰の様子などを知ることのできる、貴重な文献である。

## 写本
ニシャン・サマン伝には幾つかの写本がある。
初期の写本はソビエト・ウラジオストク東方研究所の満洲語・文学研究者であったアレクサンドル・ヴァシリエヴィチ・グレベンシシコフによって集められた。グレベンシシコフは1908年にチチハル東北のMeiser村のネンデシャナ・ジンケリという満州族から写本を入手した。これを「チチハル手稿本」という。チチハル手稿本は完全なものではなく、また正書法にも異なったところがあった。
グレベンシシコフは次いで1909年に愛琿近郊でデシンゲという満洲族から写本を入手した。これは「アイグン手稿本」と呼ばれる。アイグン手稿本にはサマンの装束を付けたニシャン・サマンの画像が毛筆で描かれていた。これもまた完全な写本ではなかったが、ニシャン・サマンの黄泉の国の旅路が比較的詳細に描写されている。
更に1913年にグレベンシシコフはウラジオストク東方大学の満洲語教師デクデンゲから写本を贈られた。
この第三手稿本を元に、ソビエトの満洲研究者マリヤ・ペトロヴナ・ヴォルコヴァがキリル文字転写とロシア語訳、及び訳注を添えた書を1961年に出版した(Volkova (1961))。これ以降、このヴォルコヴァ本を元に研究や翻訳が進められた。

## 翻訳
- Ling, Johnson/凌純聲 (1934), 松花江下游的赫哲族/The Goldi Tribe on the lower Sungari River), Nanjing: 國立中央硏究院/Academia Sinica, OCLC 123364330
- Волкова, Мария Петровна (1961), Нишань самана битхэ (Предание о нишанской шаманке): Издание текста, перевод и предисловие, Институт народов азии, Академия наук СССР, OCLC 80663066
- 成百仁 (1974), 滿洲샤만神歌, Myongji University, OCLC 36538543
- Nowak, Margaret C.; Durrant, Stephen W. (1977), The tale of the Nišan shamaness: a Manchu folk epic, Seattle: University of Washington Press, ISBN 978-0-295-95548-3, OCLC 3088755
- Melles, Kornélia (1987), Nisan sámánnõ: mandzsu vajákos szövegek, Prométheusz könyvek, Budapest: Helikon, ISBN 978-963-207-631-7, OCLC 24413692